# Заря (Криничанский район)
Заря (укр. Зоря) — село,
Катеринопольский сельский совет,
Криничанский район,
Днепропетровская область,
Украина.
Код КОАТУУ — 1222083005. Население по переписи 2001 года составляло 302 человека.

## Географическое положение
Село Заря находится на расстоянии в 0,5 км от сёл Трудовое, Новая Праця и Приволье,
в 2,5 км от пгт Божедаровка.
По селу протекает пересыхающий ручей с запрудой.
Рядом проходят автомобильные дороги М-04 (E 50), Т-0432 и
железная дорога, станция Божедаровка в 3-х км.

## Происхождение названия
На территории Украины — 24 населённых пункта с названием Заря.